# Polyphony Digital
A Polyphony Digital Inc. (株式会社ポリフォニー・デジタル, Kabushiki-gaisha Porifonī Dejitaru) é uma desenvolvedora japonesa de jogos eletrônicos sediada em Tóquio. Foi originalmente criada como um grupo de desenvolvimento dentro da Sony Computer Entertainment com o nome de Polys Entertainment, porém o sucesso de Gran Turismo em 1997 lhes deu mais autonomia e fez a Sony estabelecer em abril de 1998 o grupo como uma nova subsidiária com o nome de Polyphony Digital.

## Jogos
| Ano  | Título                  | Plataforma                   |
| ---- | ----------------------- | ---------------------------- |
| 1994 | Motor Toon Grand Prix   | PlayStation                  |
| 1996 | Motor Toon Grand Prix 2 | PlayStation                  |
| 1997 | Gran Turismo            | PlayStation                  |
| 1999 | Omega Boost             | PlayStation                  |
| 1999 | Gran Turismo 2          | PlayStation                  |
| 2001 | Gran Turismo 3: A-Spec  | PlayStation 2                |
| 2002 | Gran Turismo Concept    | PlayStation 2                |
| 2004 | Gran Turismo 4          | PlayStation 2                |
| 2006 | Tourist Trophy          | PlayStation 2                |
| 2006 | Gran Turismo HD Concept | PlayStation 3                |
| 2007 | Gran Turismo 5 Prologue | PlayStation 3                |
| 2009 | Gran Turismo            | PlayStation Portable         |
| 2010 | Gran Turismo 5          | PlayStation 3                |
| 2013 | Gran Turismo 6          | PlayStation 3                |
| 2017 | Gran Turismo Sport      | PlayStation 4                |
| 2022 | Gran Turismo 7          | PlayStation 4, PlayStation 5 |